# Nousiainen
Nousiainen (in svedese Nousis) è un comune finlandese di 4644 abitanti, situato nella regione del Varsinais-Suomi.